# インターラーケン東駅
インターラーケン東駅（インターラーケンひがしえき、独: Bahnhof Interlaken Ost、インターラーケン・オスト駅）はスイスのベルン州のリゾート地インターラーケンにある鉄道駅。かつてはインターラーケン税関駅と呼ばれていた。インターラーケンには他に、インターラーケン西駅がある
インターラーケン東駅は、ベルナー・オーバーラント鉄道(BOB)、ツェントラル鉄道ブリューニック線、BLS鉄道トゥーン湖線の3つの鉄道線が合流する重要なジャンクションである。スイス連邦鉄道とドイツ鉄道の旅客列車も、トゥーン湖線の線路を使用して乗り入れている。
また、この地域のスイス郵便バスのネットワークの起点であり、STI交通バスの路線がトゥーンまで伸びている。BLS鉄道が運営する旅客船が、ブリエンツ湖からアーレ川を航行して駅近辺に発着している。

## 歴史
1872年、デアリンゲンからトゥーン湖を経由してインターラーケン駅まで、標準軌のベーデリ鉄道が開通した。その2年後の1874年にはブリエンツ湖畔のベーニゲンまで鉄道が延伸され、その途中にインターラーケン税関駅が設置された。当初、この路線はスイスの鉄道網に接続しておらず、もっぱらトゥーン湖とブリエンツ湖の蒸気船に接続するためのものとして利用された。1893年にはトゥーンまで路線が延伸され、その後はベルンにまで至り、最終的にBLS鉄道の一部となった。

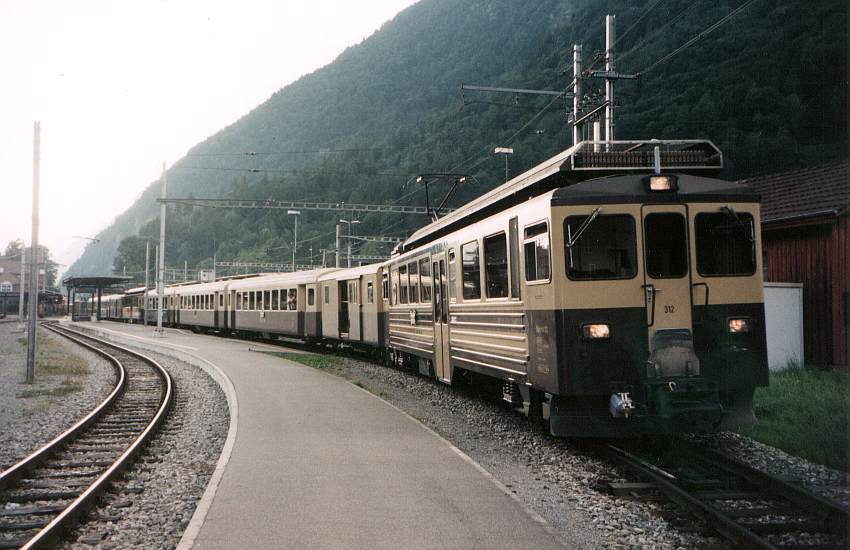
インターラーケン東駅に停車する、茶色とクリーム色の旧塗装のベルナー・オーバーラント鉄道車両。

1890年、観光客が多く訪れるラウターブルンネンやグリンデルヴァルトまでを繋ぐメーターゲージのベルナー・オーバーラント鉄道が、インターラーケン税関駅を終着駅として開通した。その結果、インターラーケン税関駅の重要性が増し、駅名をインターラーケン東駅と改め、同時にそれまでのインターラーケン駅はインターラーケン西駅となった。
その間、1888年に、ブリエンツ湖のブリエンツからルツェルン湖のアルプナッハシュタードまで、メーターゲージのブリューニック線が開通して、インターラーケンからルツェルンまでが汽船と鉄道により連絡した。さらに1916年にはブリューニック線がブリエンツ駅からインターラーケン東駅まで延伸され、インターラーケンからルツェルンまでは鉄道でつながった。
インターラーケン東駅からベーニゲン駅までの標準軌路線の旅客運送は1969年に廃止されたが、線路は撤去されずにBLSが使用している。

## 運行

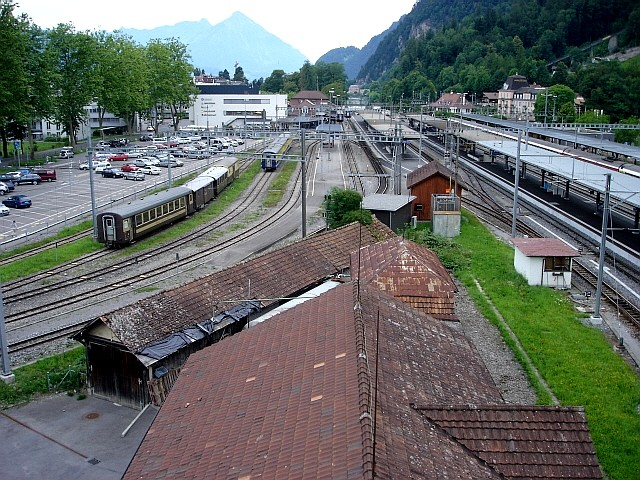
東側からの写真。左手前からベルナー・オーバーラント鉄道、右手前からブリューニック線、右奥からトゥーン湖線が入線している。

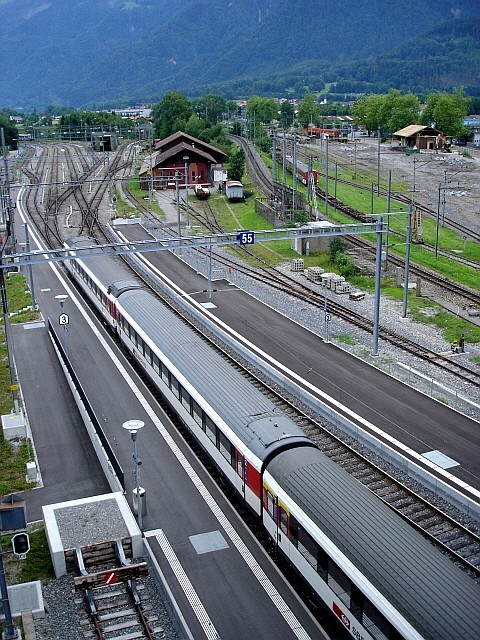
西側からの写真。手前が標準軌のトゥーン湖線で、奥で折り返す。その右がベーニゲンに至る線路で、奥で緩く右方向へ向かっている。車庫の右側はメーターゲージのブリューニック線で、奥で高架に上がりベーニゲン線とアーレ川を跨ぐ。ベルナー・オーバーラント鉄道は右側で写真に入っていない。

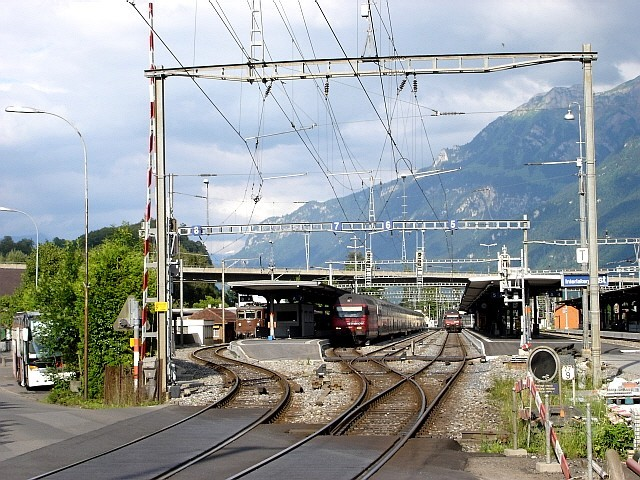
西側からの写真。トゥーン湖線が手前から駅の最北側のホームに入線している。右側のホームがブリューニック線。

### 駅構造
3方向から路線が乗り入れていながら、入線する旅客運送のすべてがこの駅を終着とする特徴的な構造を有している。軌間と電気回路が異なっているため、相互乗り入れがなされていない。すなわち、トゥーン湖線が標準軌であるのに対しベルナー・オーバーラント鉄道はメーターゲージである。また、ベルナー・オーバーラント鉄道は直流1500ボルトであるのに対し、その他2路線は交流15キロボルトである。
ブリューニック線とベルナー・オーバーラント鉄道のホームは終点となっており、駅の西側に線路はない。これに対して標準軌の線路は、旅客車両が駅の東側に走ることはないが、線路は1キロメートル (0.62 mi)ほど続いていて通過できるようになっており、ベーニゲン方面でのBLS鉄道の使用に供されている。
ホームは8番線まであり、駅舎のある南側から3線がベルナー・オーバーラント鉄道、次の2線がブリューニック線、北側の3線がトゥーン湖線のホームとなっている。

### 運行列車
以下の列車がインターラーケン東駅で運行されている。
- ユーロシティ / インターシティ / ICE：バーゼルSBB駅まで30分間隔。ユーロシティ1本がハンブルク＝アルトナ駅行き。ICE2本がベルリン東駅行き。
- インターレギオ：ルツェルン駅まで1時間間隔。
- レギオ急行：ツヴァイズィンメン駅まで1日4本。
- レギオ:
  - ツェントラル鉄道ブリューニック線：マイリンゲン駅まで1時間間隔。
  - BLS鉄道：シュピーツ駅まで1時間間隔。
  - ベルナー・オーバーラント鉄道：ラウターブルンネン駅とグリンデルヴァルト駅まで30分間隔。両方面への車両がインターラーケン東駅からツヴァイリュッチーネン駅まで連結運行。